# 동경잡기
《동경잡기》(東京雜記)는 민주면이 경주 지역을 대상으로 쓴 지리서이다.
각동(各同)·각방(各坊) 등을 통해 17세기 중반 경주 지역의 통치 구조와 수취 구조는 물론 향촌 사회의 운영을 깊이 이해할 수 있고, 인물 관련 항목에 소개된 인물들의 행적을 통해서는 과거 경주 지역의 인물사뿐 아니라 《동경잡기》 편찬 당시 사족(士族)들의 동향과 경주 부민의 동태를 엿볼 수 있다. 또한 고적(古蹟)·불우(佛宇)·궁실(宮室)·학교(學校)·능묘(陵墓) 등에는 17세기 중반까지 경주 지역에 있던 문화 유적의 현황과 위치가 생생하게 남아 있다. 지금 현재 없어진 여러 유물·유적에 대한 당대의 정보가 담겨 있으므로, 향후 경주의 시·공간적 역사 자취를 온전하게 복원하는 데 활용 가치가 높다.
다른 읍지에서는 찾아볼 수 없는 역사적인 항목, 진한기와 신라기에서 진한과 신라의 역사를 왕대별로 간단히 정리했다는 점, 경제나 정치·군사 관계가 큰 비중을 차지하고 있다는 점, 인물 관련 항목에 대한 구체적인 분류는 물론 서술 내용 비중이 다른 읍지보다 훨씬 높게 구성되어 있다는 점이 특징이다.